# Sílvio Paiva
Sílvio Paiva, detto Silvinho (Franca, 13 novembre 1958), è un ex calciatore brasiliano, di ruolo attaccante.

## Carriera

### Club
Ha giocato per l'Internacional, dal 1978 al 1985, dopo aver disputato il IV Copa Brasil con l'América-SP.

### Nazionale
Con la Nazionale di calcio del Brasile ha giocato durante Los Angeles 1984.

## Palmarès

### Club

#### Competizioni statali
- Campionato Gaúcho: 1

Internacional: 1984

#### Competizioni nazionali
- Supercoppa di Portogallo: 1

Sporting Lisbona: 1987

### Nazionale
- Giochi panamericani: 1

San Juan 1979
- Argento olimpico: 1

Los Angeles 1984